# كارين لي كينغ
كارين لي كينغ (بالإنجليزية: Karen Leigh King)‏ هي مؤرخة أمريكية، ولدت في 1954.